# Дуглас, Арчибальд, лорд Лиддесдейл
Арчибальд Дуглас (англ. Archibald Douglas, 1290-е — 19 июля 1333) — шотландский полководец в период борьбы за независимость Шотландии, хранитель Шотландии в апреле—июле 1333 года, лорд Лиддесдейл в 1333 году, один из сыновей Уильяма Смелого, 4-го лорда Дугласа. В историографии за ним закрепилось прозвище «Tyneman» (со старошотландского «Неудачник»)
Арчибальд Дуглас был младшим братом Джеймса Чёрного Дугласа, близкого друга и соратника короля Роберта Брюса. В 1333 году в условиях вторжения Эдуарда Баллиола, Арчибальд был избран хранителем (регентом) Шотландии при малолетнем Давиде II Брюсе. Возглавив войска сторонников Брюсов, Арчибальд разбил армию Эдуарда Баллиола в битве при Аннане 17 декабря 1332 года и вытеснил Баллиола из страны. Но в 1333 году в Шотландию вторглась армия английского короля Эдуарда III, которая осадила Берик. Войска Арчибальда Дугласа поспешили на помощь осажденному городу, но были разбиты в битве при Халидон-Хилле, а сам Арчибальд убит.

## Происхождение

Герб лордов Дугласов

Арчибальд происходил из шотландского рода Дугласов. В настоящее время считается, что род, возможно, имеет фламандские корни. Возможно, предки Дугласов поселились в известном во время правления Малькольма IV (1153—1165 годы) фламандском поселении в верховьях реки Клайд. Первым достоверно известным лордом Дугласом был Уильям I, который был братом (или, по другой версии, шурином) Фрескина из Кердейла, землевладельца в Морее. Не позднее 1177 года он получил владения в долине реки Дуглас Уотер. Поскольку семейная традиция связывает родоначальника Дугласов с восстанием Дональда Бана, то, вероятно, Уильям был одним из вассалов лорда Галлоуэя и сопровождал его в походе против Дональда Бана. Нет документальных свидетельств, которые подтверждают активное участие Уильяма в подавлении восстания, но после 1187 года Дугласы появляются в поле зрения источников.
Отцом Арчибальда был Уильям III Смелый, 4-й лорд Дуглас, имевший владения как в Шотландии, так и в Англии. 5 июля 1291 года он, как и другие шотландские магнаты, принёс присягу английскому королю Эдуарду I, однако после начала Первой войны за независимость Шотландии в 1295 году вошёл в состав совета, созданного для сопротивления англичанам. После захвата Берика армией Эдуарда I в 1296 году Уильям оказался в английском плену. В том же году он принёс присягу верности английскому королю, но в 1297 году присоединился к восстанию Уильяма Уоллеса, вновь попал в плен и умер узником в Тауэре.
Уильям Смелый был женат дважды. Его первой женой была Элизабет Стюарт, дочь Александра Стюарта, лорда-стюарда Шотландии. В этом браке родился старший сын и наследник — Джеймс Чёрный Дуглас. Первая жена Уильяма умерла до 1288 года; в этом году он похитил Элеонору де Феррерс, дочь Мэтью де Лувена, вдову Уильяма де Феррерса из Гроуби, которая в этот период находилась в Шотландии, чтобы получить третью часть 1/6 доли баронии Галлоуэй, принадлежавшей Феррерсам. За этот брак он был оштрафован Эдуардом I на 100 фунтов. В этом браке родилось двое сыновей: Хью (Хьюго) и Арчибальд.

## Ранние годы
Арчибальд родился в 1290-е годы. Историк М. Браун, автор статьи о нём в «Оксфордском национальном биографическом словаре», полагает, что тот возможно родился в 1294 году. В 1296 году в принадлежащем Уильяму Смелому поместье Стеббинг (Эссекс) упоминается (без имени) его двухлетний сын; это мог быть или Арчибальд, или его старший брат Хьюго. По другой версии, Арчибальд мог родиться около 1296 года.
К тому моменту, когда Арчибальд достиг совершеннолетия, его старший единокровный брат Джеймс стал одним из ближайших соратников шотландского короля Роберта I Брюса. Арчибальд извлёк существенную выгоду из этой связи: в 1320 году он получил поместья Морбатл в Роксбургшире, Киркэндрюс в Дамфрисшире, а также Кримонд и Раттрей в Абердиншире. 
В 1327 году Арчибальд принимал участие во вторжении в Англию.

## Вторая война за независимость Шотландии
Значение Арчибальда заметно выросло после смерти в 1330 году его старшего брата Джеймса, когда он стал опекуном его старшего сына Уильяма. Кроме того, сам Арчибальд женился на Беатрис Линдси, дочери Александра Линдси из Кроуфорда, а родившуюся в этом браке малолетнюю дочь Элизабет выдал замуж за Александра Брюса, графа Каррика, что значительно расширило его связи.
Ещё больше значимость Арчибальда возросла при вторжении в 1332 году армии Эдуарда Баллиола, предъявившего при поддержке английского короля Эдуарда III претензии на шотландский трон. Шотландцы понесли существенные потери при разгроме в битве при Дапплин-Муре 11 августа, но сам Арчибальд в конце года разбил Эдуарда в битве при Аннане.
Военные успехи Арчибальда и его репутация привели к тому, что после того как в апреле 1333 года в английский плен попал хранитель Шотландии Эндрю Морей, его преемником стал именно Дуглас. Став хранителем Шотландии, Арчибальд использовал своё положение для личного обогащения. Он незаконно присвоил себе Лиддестейл и ряд других земель в Южной Шотландии.

## Гибель

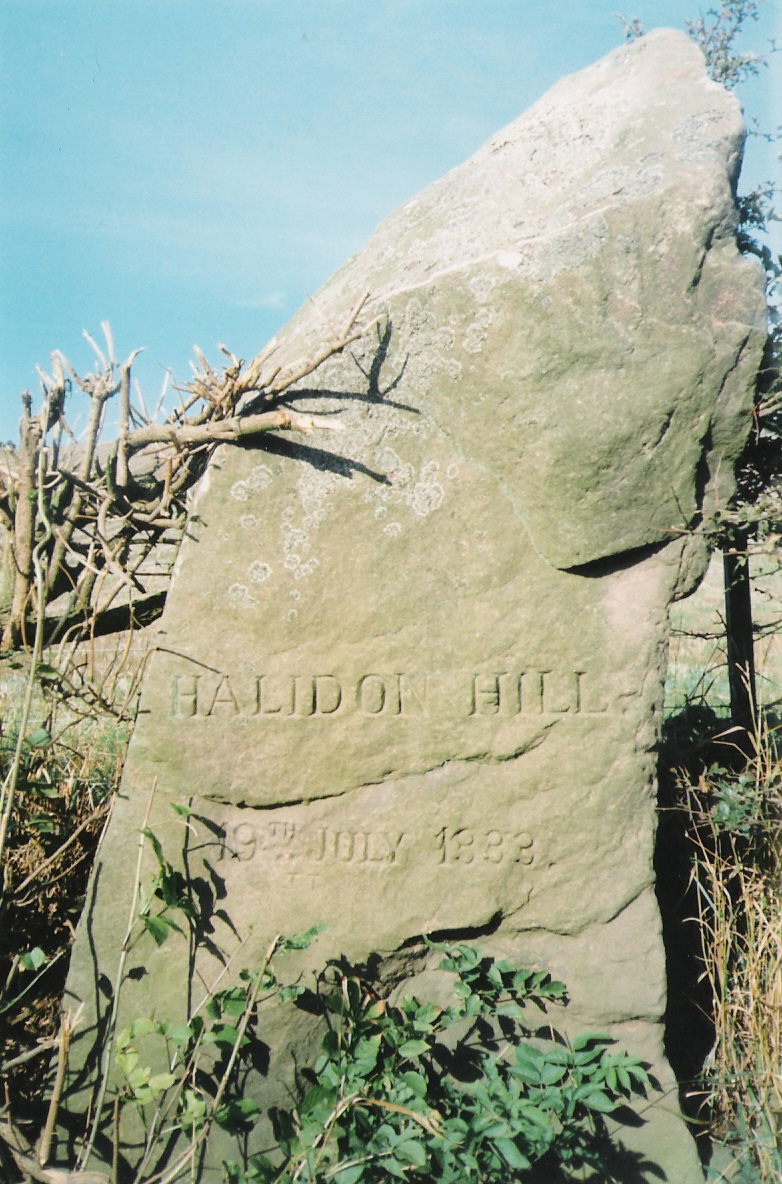
Памятный камень, установленный на месте битвы при Халидон-Хилле

Когда в мае 1333 года армия Эдуарда III осадила Берик, Арчибальд собрал армию и опустошил Северную Англию. Однако английский король и не думал снимать осаду, поэтому шотландцы выступили в поход к Берику. 
По условиям заключённого Эдуардом III с констеблем Берика перемирия, тот должен был сдать замок, если до 20 июля шотландцы не освободят его. Поэтому Арчибальд был вынужден сражаться с англичанами. 19 июля состоялась битва при Халидон-Хилле. Армия английского короля заняла вершину Халидонского холма. При этом Эдуард III использовал схему, которая ранее принесла успех армии Баллиола в битве при Дапплин-Муре: тяжеловооружённые всадники спешились и перемешались с лучниками. Шотландская армия состояла из четырёх шилтронов, Арчибальд командовал третьим из них. Численность шотландцев была значительно больше, поэтому, уверенные в своём превосходстве, они бросились в атаку. Болотистая местность и необходимость подниматься по склону холма замедлили их, а лучники обрушили на них шквал стрел. В итоге шотландцы понесли серьёзные потери, а спешившиеся тяжеловооружённые английские всадники сомкнули строй и легко смогли отбросить разрозненных и изнурённых шотландцев. После этого остатки шотландской армии начали отступать, а конные рыцари стали их преследовать, в результате чего отступление превратилось в бегство.
Потери, которые понесла шотландская армия, были тяжёлыми. Погибли многие шотландские военачальники, двое попали в английский плен. Среди погибших был и Арчибальд Дуглас, который получил смертельную рану и был пленён, но в тот же день умер. Из-за поражения, которое Арчибальд потерпел в битве при Халидон-Хилле, в историографии за ним закрепилось прозвище «Tyneman» (со старошотландского «Неудачник»). 
В битве при Халлидон-Хилле погиб Уильям Дуглас, сын Джеймса Чёрного, поэтому владения Дугласов унаследовал его дядя Хьюго, старший брат Арчибальда. Однако эти земли по большей части оказались под контролем англичан. Хьюго был священником и так и не женился, поэтому своими наследниками, вероятно, назначил племянников Джона и Уильяма, сыновей Арчибальда. Чтобы обеспечить их безопасность, он отправил их из Шотландии. Вероятно, это случилось в 1334 году, когда в изгнание отправился также король Давид II. Они нашли пристанище во Франции. Джон умер там между 1340 и 1342 годами, а Уильям в 1347 году вернулся в Шотландию и смог получить наследство. В 1358 году король Давид II даровал ему титул графа Дугласа. От его незаконнорождённого сына Джорджа Дугласа, графа Ангуса, пошла ветвь «Рыжих Дугласов», носивших титул графов Ангус, а позже и герцогов Гамильтон.

## Брак и дети
Жена: Беатрис Линдси (умерла после 1333), дочь Александра Линдси из Кроуфорда. Дети:
- Джон Дуглас (умер в 1340/1342)[5][8].
- Уильям Дуглас (около 1327 — 1384), лорд Лиддесдейл в 1333—1342 и 1353 — 1370-х годах, лорд Дуглас с 1342 года, 1-й граф Дуглас с 1358 года, граф Мар с 1377 года[5][8].
- Джеймс Дуглас (убит в 1335)[5].
- Элеанор Дуглас (умерла после 18 марта 1376); 1-й муж: Александр Брюс[англ.] (погиб 19 июля 1333), граф Каррик с 1330 года; 2-й муж: Джеймс Сэндиленс из Калдера (умер до 1358); 3-й муж: не позже 1361 года Уильям Тауэр из Дарли; 4-й муж: не позже 1368 года Дункан Уоллес из Сандрума; 5-й муж: после 19 марта 1376 года Патрик Хэпберн из Хейлса[5].